# Матале (округ)
Матале (синг. මාතලේ දිස්ත්රික්කය, там. மாத்தளை மாவட்டம்) — округ в північній частині Центральної провінції Шрі-Ланка. Адміністративний центр округу — місто Матале. Населення становить 482 348 жителів (2012). Площа району 1993 км².
У північній частині округу розташовується фортеця Сігірія на скелі. У міста Дамбулла розташований знаменитий золотий печерний храм Дамбулла.
Недалеко на північ від міста Матале розташований храм Алувіхара, де був записаний на пальмових листках палійський канон. Неподалік від храму Алувіхара знаходяться декілька печер з унікальними фресками.
В Хулангамува знаходиться храми Ембілівіхарая, Ватагода і Каватаямуна.

## Історія
З півночі біля міста розташований скелястий храм Алувіхара, де був записаний в 29 році до н.е. на пальмових листках Палійський канон. Неподалік від храму Алувіхара знаходяться декілька печер з унікальними фресками.
У 1469–1815 рр. нинішня територія округу знаходилась у складі королівства Канді. Після реформи в 1833 році місто стало частиною Центральної провінції. В 1848 році в Матале спалахнуло повстання, і відбулася битва між британським гарнізоном форту Макдоуалл і повстанцями, які обложили форт і утримували його до прибуття підкріплення. Керівники повстання Пуранаппу і Гонгалегода Банда вважаються національними героями Шрі-Ланки. Повстання ознаменувало перехід від класичної феодальної форми антиколоніального повстання до сучасної боротьби за незалежність. У 1860 році в місті англійці заснували церкву Христа. 22 червня 1911 року в цій церкві відбулася церемонія коронації його величності короля Георга V та королеви Марії.
У північній частині округу розташовується фортеця Сигірія на скелі. У міста Дамбулла розташований знаменитий золотий печерний храм Дамбулла. В Хулангамува знаходиться храми Ембілівіхарая, Ватагода і Каватаямуна.

## Пам'ятки

### Храми і історичні пам'ятники
- Храм Алувіхара
- Храм Дамбулла
- Монастир Наланда між Матале і Дамбулла
- Фортеця Сігірія на скелі
- Храм Каватаямуна
- Храм Ембілівіхарая
- Храм Ватагода

### Природа
- Хребет Кнуклес і Пітавала-патхана,
- Рунчі Локантая
- Гора Брандігала